# 石桌全海笋
石桌全海笋（学名：Barnea shihchoensis）是海螂目鸥蛤科全海笋属的一個化石種。

## 分佈
本物種目前只發現於台灣嘉義縣竹崎鄉石桌鎮，而這也是本物種的種小名的來源。

## 外部連結
- 維基物種上的相關：石桌全海笋